# ساسي أردي

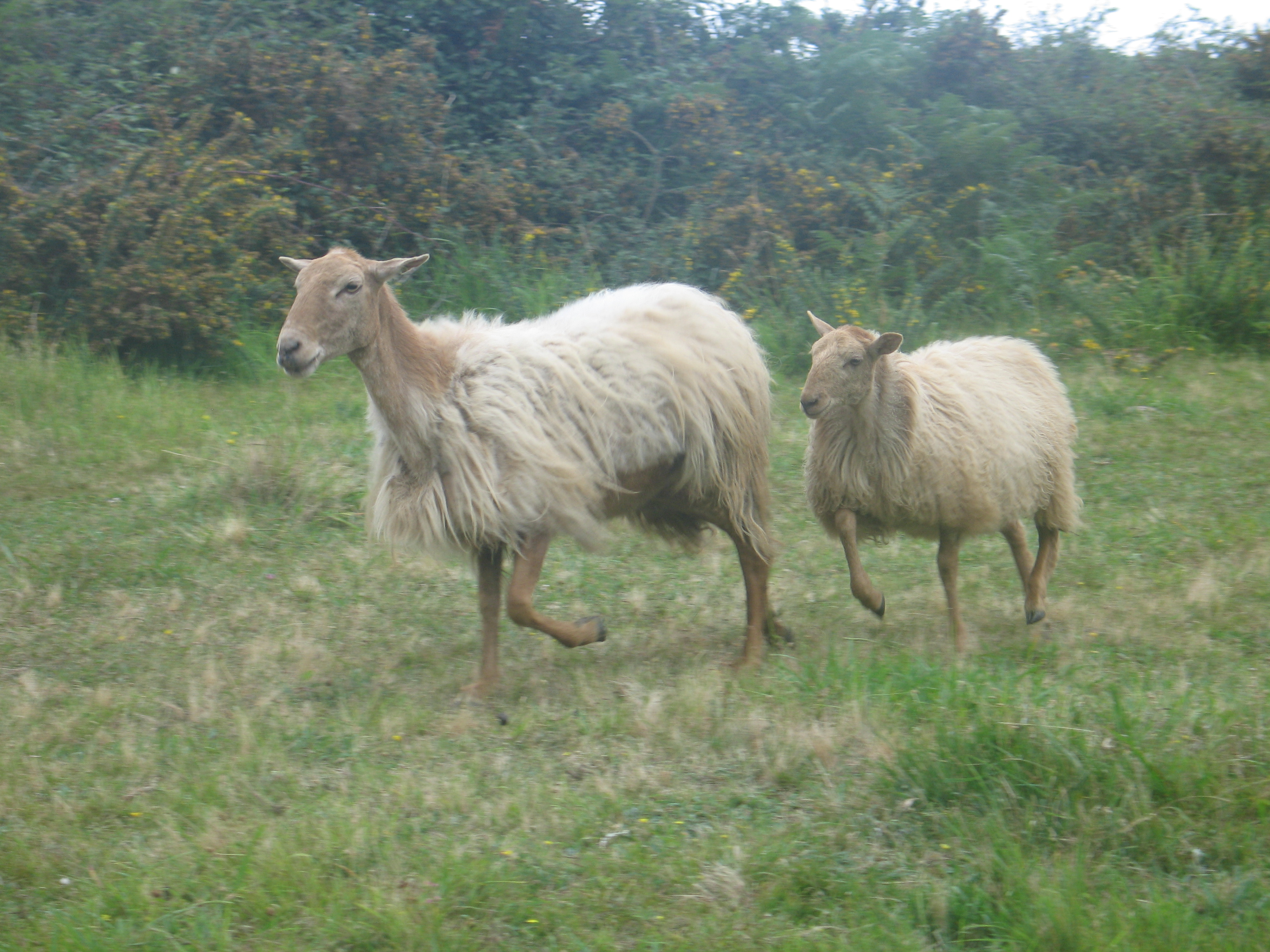
ساسي أردي في غيبوثكوا

كساسي أرديا (بالإنجليزية: Xaxi Ardia)‏ هي سلالة غنم فرنسية/اٍسبانية ببلاد الباسك. تدعى ساسي أردي في الجزء الاٍساني.

## مهد السلالة
هي سلالة ناتجة عن عائلة سلالات غنم بالبرانس ذات صوف متدلي. تربى في الجزء الغربي من جبال البرانس. يعني اٍسمها بالباسكية «النعجة الفرشات» وهي سلالة معروفة حديثا بعد طلب مربين يمتلكون هذه الأغنام غير المصنفة. تقدر أعدادها ب 500 في فرنسا و 1500 باٍسبانيا. تعيش السلالة في قطعان نقية (غير مهجنة).

## البنية
- صوف طويل أبيض متدلي.
- لون الرأس والأطراف أحمر قمحي
- النعجة: الاٍرتفاع 60-65 سم وتزن 35 اٍلى 40 كغ.
- الكبش: الاٍرتفاع 65-70 سم ويزن 40 اٍلى 50 كغ.

## الأهلية
هي أغنام ريفية، تربى فقط في حالتها الطبيعية.